# Carea hepatica
Carea hepatica är en fjärilsart som beskrevs av W. Warren 1912. Carea hepatica ingår i släktet Carea och familjen trågspinnare. Inga underarter finns listade i Catalogue of Life.